# Kenta Uchida
Kenta Uchida (内田 健太 Uchida Kenta?, nacido el 2 de octubre de 1989 en Yokkaichi) es un futbolista japonés que se desempeña como centrocampista.

## Trayectoria

### Clubes
| Club                | País  | Año         |
| ------------------- | ----- | ----------- |
| Sanfrecce Hiroshima | Japón | 2008 - 2009 |
| Ehime FC            | Japón | 2009 - 2012 |
| Shimizu S-Pulse     | Japón | 2013 - 2015 |
| Kataller Toyama     | Japón | 2014        |
| Ehime FC            | Japón | 2015 - 2016 |
| Nagoya Grampus      | Japón | 2017 -      |

## Estadística de carrera

### J. League
| Club                | Año   | J. League | J. League | Copa J. League | Copa J. League | Total | Total |
| Club                | Año   | Part.     | Goles     | Part.          | Goles          | Part. | Goles |
| ------------------- | ----- | --------- | --------- | -------------- | -------------- | ----- | ----- |
| Sanfrecce Hiroshima | 2008  | 0         | 0         | -              | -              | 0     | 0     |
| Sanfrecce Hiroshima | 2009  | 0         | 0         | 0              | 0              | 0     | 0     |
| Ehime FC            | 2009  | 12        | 0         | -              | -              | 12    | 0     |
| Ehime FC            | 2010  | 20        | 4         | -              | -              | 20    | 4     |
| Ehime FC            | 2011  | 26        | 2         | -              | -              | 26    | 2     |
| Ehime FC            | 2012  | 31        | 2         | -              | -              | 31    | 2     |
| Shimizu S-Pulse     | 2013  | 2         | 1         | 2              | 0              | 4     | 1     |
| Shimizu S-Pulse     | 2014  | 0         | 0         | 0              | 0              | 0     | 0     |
| Kataller Toyama     | 2014  | 30        | 1         | -              | -              | 30    | 1     |
| Shimizu S-Pulse     | 2015  | 1         | 0         | 0              | 0              | 1     | 0     |
| Ehime FC            | 2015  | 16        | 4         | -              | -              | 16    | 4     |
| Ehime FC            | 2016  | 38        | 3         | -              | -              | 38    | 3     |
| Nagoya Grampus      | 2017  | 18        | 1         | -              | -              | 18    | 1     |
| Total               | Total | 194       | 18        | 2              | 0              | 196   | 18    |